# José María Morelos, Chihuahua
José María Morelos är en ort i Mexiko.   Den ligger i kommunen Ignacio Zaragoza och delstaten Chihuahua, i den nordvästra delen av landet, 1 400 km nordväst om huvudstaden Mexico City. José María Morelos ligger 2 032 meter över havet och antalet invånare är 232.
Terrängen runt José María Morelos är kuperad åt sydost, men åt nordväst är den platt. José María Morelos ligger nere i en dal. Runt José María Morelos är det mycket glesbefolkat, med 2 invånare per kvadratkilometer. Närmaste större samhälle är El Saucito, 6,1 km nordväst om José María Morelos. Trakten runt José María Morelos består i huvudsak av gräsmarker.